# Zastron
Zastron est une petite ville agricole de l'État-Libre en Afrique du Sud, à trente kilomètre de la frontière avec le Lesotho. Elle est située au pied de l'Aasvoëlberg (« montagne du vautour »), nommée ainsi d'après le vautour du Cap dont la montagne abrite l'unique colonie de l'État-Libre. Une formation rocheuse de l'Aasvoëlberg, Die Oog (« l'œil »), constitue l'emblème officieux de la ville.
La ville est fondée en 1876 ; c'est à l'origine la ferme Verliesfontein. Elle tire son nom du nom de jeune fille de la femme du président de l'État libre d'Orange (de 1864 à 1888) Johannes Henricus Brand, Johanna Sibella Brand, née Zastron.